# Rottweil
Rottweil è una città di 25 513 abitanti del Baden-Württemberg, nella Germania sudoccidentale.

## Geografia fisica
È situata su uno sperone roccioso del fiume Neckar fra la Foresta Nera e il Giura svevo, a circa 90 km a sud di Stoccarda. Sorta nel 73 d.C., è la più antica città della regione.

## Storia
Fu fondata dai Romani nel 73 d.C. con il nome di Arae Flaviae come insediamento militare di un'unità ausiliaria. Venne in seguito elevata a municipium, l'unico esistente nell'area compresa tra il Reno e il Limes (in particolare, il Limes germanico-retico) della provincia Germania Superior. Attorno al 260 la regione venne abbandonata e Arae Flaviae venne devastata dalle orde provenienti da Est: le popolazioni celtiche e romane preesistenti si mescolarono così agli Alemanni e ad altre popolazioni germaniche sopraggiunte. 
Nel 771 viene citata in un diploma carolingio come Rotuvila. Nel medioevo l'antica città romana venne abbandonata e un nuovo insediamento sorse, a poca distanza, su uno sperone roccioso sul Neckar. Nel 1268 fu elevata al rango di città libera dell'Impero. 
Da 1463 al 1519 fece parte della Confederazione svizzera, in seguito siglò con gli Svizzeri un'alleanza esterna. Nel 19 novembre 1643 fu espugnata dalle truppe francesi. 
Nel 1803, tramite la Reichsdeputationshauptschluss, Rottweil fu mediatizzata e annessa al Ducato di Württemberg.

## Monumenti e luoghi d'interesse
- la Kapellenkirche è una chiesa gotica del 1330-40, sovrastata da una torre e dotata di tre portali decorati con statue;
- la Lorenzkapelle, chiesa di San Lorenzo tardogotica del XVI secolo, contiene quasi duecento opere di maestri svevi dei secoli XIV-XV e pale d'altare gotiche degli stessi secoli;
- lo Stadtmuseum è dedicato alla storia e al folklore locale e all'archeologia romana (pregevole il mosaico con la leggenda di Orfeo);
- il Munster hl. Kreuz, è una delle più belle chiese tardogotiche della Svevia, edificata nei secoli XV-XVI su una chiesa risalente al 1270, contiene numerose pregevoli sculture gotiche;
- il Rathaus, municipio tardogotico del 1521;
- St. Pelagius, chiesa romanica del XII secolo presso la quale gli scavi hanno messo in luce le fondazioni di terme romane.

## Amministrazione

### Gemellaggi
- L'Aquila
- Brugg
- Hyères
- Imst

## Rottweiler
Il Rottweiler, cane appartenente al gruppo dei molossoidi, deriva il suo nome proprio da quello della città. Questo cane era utilizzato come custode delle carni dai macellai. La razza è stata selezionata nell'800.